# 学校法人清水ヶ丘学園
学校法人清水ヶ丘学園（がっこうほうじんしみずがおかがくえん）は、日本の学校法人。

## 沿革
- 1908年 - 設立[2]

## 設置校
- 清水ヶ丘高等学校
- 呉青山中学校・高等学校